# باشگاه فوتبال لیورپول در فصل ۲۵–۲۰۲۴
فصل ۲۵–۲۰۲۴، ۱۳۳مین فصل از تاریخ باشگاه فوتبال لیورپول و شصت و سومین فصل از حضور متوالی این باشگاه در بالاترین سطح از فوتبال انگلستان است. علاوه بر لیگ داخلی، این باشگاه در جام حذفی، جام اتحادیه و لیگ قهرمانان اروپا نیز شرکت کرد.
لیورپول، فصل را تحت هدایت سرمربی جدیدش، آرنه اسلوت آغاز کرد که در ۲۰ مه ۲۰۲۴ به عنوان جانشین یورگن کلوپ معرفی شد.
 ژوئل متیپ و تیاگو که به ترتیب از فصل ۱۶–۲۰۱۵ و ۲۰–۲۰۱۹ باشگاه را همراهی می‌کردند پس از اتمام قراردادشان از فوتبال حرفه‌ای بازنشسته شدند.
در ۱۰ دسامبر ۲۰۲۴، لیورپول پس از پیروزی ۱–۰ مقابل خیرونا در لیگ قهرمانان اروپا، صد و پنجاهمین برد خود در فوتبال اروپا را ثبت کرد.
در ۱۸ ژانویه ۲۰۲۵، لیورپول شش‌هزارمین بازی رسمی خود را از زمان تأسیس باشگاه در سال ۱۸۹۲ انجام داد و به لطف دو گل دیرهنگام بازیکن تعویضی‌اش، داروین نونیز، برنتفورد را با نتیجه ۲–۰ در لیگ برتر شکست داد.
در هفته ۳۲ام از لیگ برتر در مقابل وستهام، محمد صلاح با پاس گل خود به لوئیز دیاز، هجدهمین پاس گل خود را در لیگ ثبت کرد که با ۲۷ گل زده، چهل و پنجمین مشارکتش در ثبت گل برای لیورپول در این فصل شد و از این حیث رکورد جدیدی را در یک فصل از لیگ برتر با ۳۸ بازی ثبت کرد.
در انتهای هفته ۳۴ام از لیگ برتر، لیورپول پس از پیروزی ۵–۱ مقابل تاتنهام در ورزشگاه خانگی، اولین عنوان قهرمانی لیگ خود را پس از فصل ۲۰–۲۰۱۹ به دست آورد و با مجموع بیست عنوان قهرمانی در سطح برتر لیگ‌های فوتبال انگلیس، همراه با منچستر یونایتد رکورددار شد.

## بازیکنان
تا تاریخ۲۷ آوریل ۲۰۲۵
| شماره.      | بازیکن                             | ملیت          | تاریخ تولد (سن)         | باشگاه سابق    | بازی(ها)    | گل(ها)      | پاس(های) گل |             |             |
| دروازه‌بانان | دروازه‌بانان                        | دروازه‌بانان   | دروازه‌بانان             | دروازه‌بانان    | دروازه‌بانان | دروازه‌بانان | دروازه‌بانان | دروازه‌بانان | دروازه‌بانان |
| ----------- | ---------------------------------- | ------------- | ----------------------- | -------------- | ----------- | ----------- | ----------- | ----------- | ----------- |
| ۱           | آلیسون (کاپیتان ۴ام)               | برزیل         | ۲ اکتبر ۱۹۹۲ ‏(۳۲ سال)   | رم             | ۲۹۴         | ۱           | ۳           |             |             |
| ۵۶          | ویتسلاف یاروش                      | جمهوری چک     | ۲۳ ژوئیهٔ ۲۰۰۱ ‏(۲۳ سال)  | اسلاویا پراگ   | ۲           | ۰           | ۰           |             |             |
| ۶۲          | کائویمین کلهر                      | جمهوری ایرلند | ۲۳ نوامبر ۱۹۹۸ ‏(۲۶ سال) | آکادمی لیورپول | ۶۷          | ۰           | ۰           |             |             |
| ۹۵          | هاروی دیویس                        | انگلستان      | ۳ سپتامبر ۲۰۰۳ ‏(۲۱ سال) | آکادمی لیورپول | ۰           | ۰           | ۰           |             |             |
| مدافعان     |                                    |               |                         |                |             |             |             |             |             |
| ۲           | جو گومز (کاپیتان ۶ام)              | انگلستان      | ۲۳ مهٔ ۱۹۹۷ ‏(۲۷ سال)     | چارلتون اتلتیک | ۲۴۱         | ۰           | ۹           |             |             |
| ۴           | ویرجیل فن دایک (کاپیتان)           | هلند          | ۸ ژوئیهٔ ۱۹۹۱ ‏(۳۳ سال)   | ساوت‌همپتون     | ۳۱۶         | ۲۷          | ۱۰          |             |             |
| ۵           | ابراهیما کوناته                    | فرانسه        | ۲۵ مهٔ ۱۹۹۹ ‏(۲۵ سال)     | لایپزیگ        | ۱۲۹         | ۵           | ۴           |             |             |
| ۲۱          | کوستاس سیمیکاس                     | یونان         | ۱۲ مهٔ ۱۹۹۶ ‏(۲۸ سال)     | المپیاکوس      | ۱۱۳         | ۰           | ۱۸          |             |             |
| ۲۶          | اندرو رابرتسون (کاپیتان سوم)       | اسکاتلند      | ۱۱ مارس ۱۹۹۴ ‏(۳۱ سال)   | هال سیتی       | ۳۴۰         | ۱۱          | ۶۶          |             |             |
| ۶۶          | ترنت الکساندر-آرنولد (کاپیتان دوم) | انگلستان      | ۷ اکتبر ۱۹۹۸ ‏(۲۶ سال)   | آکادمی لیورپول | ۳۵۱         | ۲۳          | ۸۶          |             |             |
| ۷۸          | جارل کوانسا                        | انگلستان      | ۲۹ ژانویهٔ ۲۰۰۳ ‏(۲۲ سال) | آکادمی لیورپول | ۵۶          | ۳           | ۳           |             |             |
| ۸۴          | کانر بردلی                         | ایرلند شمالی  | ۹ ژوئیهٔ ۲۰۰۳ ‏(۲۱ سال)   | آکادمی لیورپول | ۵۳          | ۱           | ۱۰          |             |             |
| هافبک‌ها     |                                    |               |                         |                |             |             |             |             |             |
| ۳           | واتارو اندو                        | ژاپن          | ۹ فوریهٔ ۱۹۹۳ ‏(۳۲ سال)   | اشتوتگارت      | ۷۲          | ۲           | ۱           |             |             |
| ۸           | دومینیک سوبوسلای                   | مجارستان      | ۲۵ اکتبر ۲۰۰۰ ‏(۲۴ سال)  | لایپزیگ        | ۹۰          | ۱۴          | ۱۱          |             |             |
| ۱۰          | الکسیس مک آلیستر                   | آرژانتین      | ۲۴ دسامبر ۱۹۹۸ ‏(۲۶ سال) | برایتون        | ۹۳          | ۱۴          | ۱۲          |             |             |
| ۱۷          | کورتیس جونز                        | انگلستان      | ۳۰ ژانویهٔ ۲۰۰۱ ‏(۲۴ سال) | آکادمی لیورپول | ۱۷۵         | ۱۹          | ۱۹          |             |             |
| ۱۹          | هاروی الیوت                        | انگلستان      | ۴ آوریل ۲۰۰۳ ‏(۲۲ سال)   | فولام          | ۱۴۳         | ۱۴          | ۱۶          |             |             |
| ۳۸          | رایان گراونبرخ                     | هلند          | ۱۶ مهٔ ۲۰۰۲ ‏(۲۲ سال)     | بایرن مونیخ    | ۸۴          | ۴           | ۶           |             |             |
| ۸۰          | تایلر مورتون                       | انگلستان      | ۳۱ اکتبر ۲۰۰۲ ‏(۲۲ سال)  | آکادمی لیورپول | ۱۴          | ۰           | ۱           |             |             |
| مهاجمان     |                                    |               |                         |                |             |             |             |             |             |
| ۷           | لوئیز دیاز                         | کلمبیا        | ۱۳ ژانویهٔ ۱۹۹۷ ‏(۲۸ سال) | پورتو          | ۱۴۵         | ۴۰          | ۱۶          |             |             |
| ۹           | داروین نونیز                       | اروگوئه       | ۲۴ ژوئن ۱۹۹۹ ‏(۲۵ سال)   | بنفیکا         | ۱۳۹         | ۴۰          | ۲۲          |             |             |
| ۱۱          | محمد صلاح (کاپیتان ۵ام)            | مصر           | ۱۵ ژوئن ۱۹۹۲ ‏(۳۲ سال)   | رم             | ۳۹۷         | ۲۴۴         | ۱۱۰         |             |             |
| ۱۴          | فدریکو کیه‌زا                       | ایتالیا       | ۲۵ اکتبر ۱۹۹۷ ‏(۲۷ سال)  | یوونتوس        | ۱۲          | ۲           | ۱           |             |             |
| ۱۸          | کودی گاکپو                         | هلند          | ۷ مهٔ ۱۹۹۹ ‏(۲۵ سال)      | آیندهوون       | ۱۲۴         | ۴۰          | ۱۳          |             |             |
| ۲۰          | دیگو ژوتا                          | پرتغال        | ۴ دسامبر ۱۹۹۶ ‏(۲۸ سال)  | ولورهمپتون     | ۱۷۹         | ۶۵          | ۲۲          |             |             |

### بازیکنان جدید
| تاریخ         | موقعیت. | شماره | بازیکن         | منبع   |
| ------------- | ------- | ----- | -------------- | ------ |
| ۷ اکتبر ۲۰۲۴  | DF      | ۷۸    | جارل کوانسا    | [ ۷ ]  |
| ۴ فوریه ۲۰۲۵  | FW      | ۷۶    | جیدن دانز      | [ ۸ ]  |
| ۱۱ آوریل ۲۰۲۵ | FW      | ۱۱    | محمد صلاح      | [ ۹ ]  |
| ۱۷ آوریل ۲۰۲۵ | DF      | ۴     | ویرجیل فن دایک | [ ۱۰ ] |

## نقل و انتقالات

### بازیکنان ورودی
| تاریخ       | پست | شماره | بازیکن       | انتقال از | مبلغ        | منبع   |
| ----------- | --- | ----- | ------------ | --------- | ----------- | ------ |
| ۲۹ اوت ۲۰۲۴ | FW  | ۱۴    | فدریکو کیه‌زا | یوونتوس   | £۱۰٬۰۰۰٬۰۰۰ | [ ۱۱ ] |

1. ↑  این مبلغ ممکن است تا رقم £۱۲٬۵۰۰٬۰۰۰ افزایش پیدا کند.

یادداشت: در تاریخ ۲۷ اوت ۲۰۲۴، لیورپول انتقال گیورگی مامارداشویلی، دروازه‌بان والنسیا، را با مبلغی معادل با ۲۵،۰۰۰،۰۰۰ پوند تکمیل کرد. هر دو باشگاه تأیید کردند که این بازیکن ملی‌پوش گرجستانی در آغاز فصل ۲۶–۲۰۲۵ به باشگاه لیگ برتری خواهد پیوست.

### بازیکنان خروجی
| تاریخ          | پست | شماره | بازیکن            | انتقال به       | مبلغ          | منبع   |
| -------------- | --- | ----- | ----------------- | --------------- | ------------- | ------ |
| ۳۰ ژوئن ۲۰۲۴   | MF  | ۶     | تیاگو             | بازنشسته        | بازنشسته      | [ ۱۴ ] |
| ۳۰ ژوئن ۲۰۲۴   | GK  | ۱۳    | آدریان            | رئال بتیس       | انتقال رایگان | [ ۱۵ ] |
| ۳۰ ژوئن ۲۰۲۴   | DF  | ۳۲    | ژوئل متیپ         | بازنشسته        | بازنشسته      | [ ۱۶ ] |
| ۳۰ ژوئن ۲۰۲۴   | FW  | ۹۲    | ماتئوش موشالوفسکی | اومانیا         | انتقال رایگان | [ ۱۷ ] |
| ۳۰ ژوئن ۲۰۲۴   | MF  | ۹۴    | ملکامو فراندورف   | هانوفر          | انتقال رایگان | [ ۱۸ ] |
| ۳۰ ژوئن ۲۰۲۴   | DF  | —     | آدام لوئیس        | مورکم           | انتقال رایگان | [ ۱۷ ] |
| ۶ ژوئیه ۲۰۲۴   | DF  | —     | اندرسون آرریو     | بورگوس          | اعلام نشده    | [ ۱۹ ] |
| ۹ اوت ۲۰۲۴     | DF  | ۸۹    | بیلی کومتیو       | داندی           | اعلام نشده    | [ ۲۰ ] |
| ۱۲ اوت ۲۰۲۴    | FW  | ۲۸    | فابیو کاروالیو    | برنتفورد        | £۲۰٬۰۰۰٬۰۰۰   | [ ۲۱ ] |
| ۲۲ اوت ۲۰۲۴    | MF  | ۴۲    | بابی کلارک        | ردبول زالتسبورگ | £۱۰٬۰۰۰٬۰۰۰   | [ ۲۲ ] |
| ۲۲ اوت ۲۰۲۴    | DF  | ۷۲    | سپ فان دن برگ     | برنتفورد        | £۲۰٬۰۰۰٬۰۰۰   | [ ۲۳ ] |
| ۲۳ اوت ۲۰۲۴    | FW  | ۸۶    | هاروی بلر         | پورتسموث        | £۳۰۰٬۰۰۰      | [ ۲۴ ] |
| ۶ ژانویه ۲۰۲۵  | GK  | ۴۵    | مارسلو پیتالوگا   | فلومیننزه       | انتقال رایگان | [ ۲۵ ] |
| ۲۲ ژانویه ۲۰۲۵ | MF  | ۸۳    | توماس هیل         | هروگیت تاون     | انتقال رایگان | [ ۲۶ ] |

1. ↑  این مبلغ ممکن است تا رقم £۲۷٬۵۰۰٬۰۰۰ افزایش پیدا کند.
2. ↑  این مبلغ ممکن است تا رقم £۲۵٬۰۰۰٬۰۰۰ افزایش پیدا کند.
3. ↑  این مبلغ ممکن است تا رقم £۶۰۰٬۰۰۰ افزایش پیدا کند.

### بازیکنان قرضی ورودی
| تاریخ | پست  | شماره | بازیکن | انتقال از | تا تاریخ | منبع |
| ____  | ____ | ____  | ____   | ____      | ____     | ____ |
| ----- | ---- | ----- | ------ | --------- | -------- | ---- |

### بازیکنان قرضی خروجی
| تاریخ          | پست | شماره | بازیکن          | انتقال به        | تا تاریخ       | منبع          |
| -------------- | --- | ----- | --------------- | ---------------- | -------------- | ------------- |
| ۱ ژوئیه ۲۰۲۴   | DF  | ۲۲    | کالوین رمزی     | ویگان اتلتیک     | ۳ ژانویه ۲۰۲۵  | [ ۲۷ ] [ ۲۸ ] |
| ۲۶ ژوئیه ۲۰۲۴  | GK  | ۹۳    | فابیان مروژک    | بروماپویکارنا    | ۱ ژانویه ۲۰۲۵  | [ ۲۹ ]        |
| ۶ اوت ۲۰۲۴     | DF  | ۴۴    | لوک چمبرز       | ویگان اتلتیک     | پایان فصل      | [ ۳۰ ]        |
| ۱۰ اوت ۲۰۲۴    | FW  | ۶۷    | لویس کوماس      | استوک سیتی       | پایان فصل      | [ ۳۱ ]        |
| ۱۵ اوت ۲۰۲۴    | MF  | ۹۱    | لوکا استفنسون   | داندی یونایتد    | پایان فصل      | [ ۳۲ ]        |
| ۲۰ اوت ۲۰۲۴    | DF  | ۴۶    | ریس ویلیامز     | مورکم            | پایان فصل      | [ ۳۳ ] [ ۳۴ ] |
| ۲۷ اوت ۲۰۲۴    | DF  | ۶۳    | اوون بک         | بلکبرن روورز     | پایان فصل      | [ ۳۵ ]        |
| ۲۹ اوت ۲۰۲۴    | DF  | ۴۸    | کالوم اسکانلن   | میلوال           | پایان فصل      | [ ۳۶ ]        |
| ۳۰ اوت ۲۰۲۴    | MF  | ۴۳    | استفان بایچتیچ  | ردبول زالتسبورگ  | ۳۱ ژانویه ۲۰۲۵ | [ ۳۷ ]        |
| ۳۰ اوت ۲۰۲۴    | GK  | ۴۵    | مارسلو پیتالوگا | لیوینگستون       | ۶ ژانویه ۲۰۲۵  | [ ۳۸ ] [ ۲۵ ] |
| ۳۰ اوت ۲۰۲۴    | DF  | ۴۷    | ناتانیل فیلیپس  | دربی کانتی       | پایان فصل      | [ ۳۹ ]        |
| ۳۰ اوت ۲۰۲۴    | FW  | ۵۰    | بن دک           | میدلزبرو         | پایان فصل      | [ ۴۰ ]        |
| ۳۰ اوت ۲۰۲۴    | FW  | ۴۹    | کاید گوردون     | نوریچ سیتی       | ۱۳ ژانویه ۲۰۲۵ | [ ۴۱ ] [ ۴۲ ] |
| ۱ سپتامبر ۲۰۲۴ | GK  | ۷۵    | یاکوب اویژینسکی | اسپارتاکوس کیتیو | ۱۱ نوامبر ۲۰۲۴ | [ ۴۳ ]        |
| ۱۳ ژانویه ۲۰۲۵ | DF  | ۲۲    | کالوین رمزی     | کیلمارنوک        | پایان فصل      | [ ۴۴ ]        |
| ۳۱ ژانویه ۲۰۲۵ | MF  | ۴۳    | استفان بایچتیچ  | لاس پالماس       | پایان فصل      | [ ۴۵ ]        |
| ۳ فوریه ۲۰۲۵   | FW  | ۴۹    | کاید گوردون     | پورتسموث         | پایان فصل      | [ ۴۶ ]        |
| ۳ فوریه ۲۰۲۵   | MF  | ۷۹    | دومنیک کورنس    | گیلینگام         | پایان فصل      | [ ۴۷ ]        |
| ۴ فوریه ۲۰۲۵   | FW  | ۷۶    | جیدن دانز       | ساندرلند         | پایان فصل      | [ ۸ ]         |
| ۴ فوریه ۲۰۲۵   | GK  | ۹۳    | فابیان مروژک    | فارست گرین راورز | پایان فصل      | [ ۴۸ ]        |
| ۱۷ فوریه ۲۰۲۵  | DF  | ۷۷    | جیمز نوریس      | شلبورن           | پایان فصل      | [ ۴۹ ]        |
| ۲۷ مارس ۲۰۲۵   | GK  | ۷۵    | یاکوب اویژینسکی | اوتسیکتنس        | پایان فصل      | [ ۵۰ ]        |

1. ↑  در ۳ ژانویه، رمزی از ویگان اتلتیک فراخوانده شد.
2. ↑  در ۲ ژانویه، قرارداد قرضی ویلیامز با مورکم تا پایان فصل تمدید شد.
3. ↑  در تاریخ ۳۱ ژانویه، بایچتیچ انتقال قرضی خود به لاس پالماس را تکمیل کرد.
4. ↑  در ۶ ژانویه با انتقال پیتالوگا به فلومیننزه قرارداد قرضی یک ساله این بازیکن با لیوینگستون به پایان رسید.
5. ↑  در ۱۳ ژانویه، گوردون از نوریچ سیتی فراخوانده شد.

## بازی‌های پیش‌فصل و دوستانه
در ۲۳ فوریه ۲۰۲۴، لیورپول اعلام کرد که در طول پیش‌فصل برای برگزاری مسابقات دوستانه مقابل آرسنال و منچستریونایتد به ایالات متحده باز خواهد گشت.
 در ۲۱ ژوئن ۲۰۲۴، لیورپول اعلام کرد که برنامه بازی‌های پیش‌فصل خود را با یک مسابقه مقابل تیم لا لیگایی سویا در ورزشگاه آنفیلد به تاریخ ۱۱ اوت ۲۰۲۴ به پایان خواهد رساند.
 اگرچه یک بازی دوستانه دیگر بدون حضور تماشاگران مقابل لاس پالماس برگزار شد.
  برد
  مساوی
  باخت
  برنامه بازی‌ها
| ۱۹ ژوئیه ۲۰۲۴ دوستانه | لیورپول | ۰–۱   | پرستون     | کرکبی, انگلستان                             |
| ۱۶:۰۰ BST             |         | گزارش | - بردی ۲۷' | ورزشگاه: آکادمی تماشاگران: ۰ (بدون تماشاچی) |

| ۲۶ ژوئیه ۲۰۲۴ دوستانه | لیورپول                                | ۱–۰   | رئال بتیس      | پیتسبرگ، ایالات متحده                                               |
| ۱۹:۳۰ EDT             | - سوبوسلای ۳۴' - اندو '۴۴ - کوانسا '۴۹ | گزارش | - رویبال '۹۰+۳ | ورزشگاه: آکریشور تماشاگران: ۴۲٬۶۷۹ داور: مارک آلاتین (ایالات متحده) |

| ۳۱ ژوئیه ۲۰۲۴ دوستانه | لیورپول                              | ۲–۱   | آرسنال       | فیلادلفیا، ایالات متحده                                                                  |
| ۱۹:۳۰ EDT             | - صلاح ۱۳' - کاروالیو ۳۴' - اندو '۸۰ | گزارش | - هاورتز ۴۰' | ورزشگاه: ورزشگاه لینکولن فایننشال فیلد تماشاگران: ۶۹٬۸۷۹ داور: رامی توکان (ایالات متحده) |

| ۳ اوت ۲۰۲۴ دوستانه | منچستر یونایتد | ۰–۳   | لیورپول                                 | کلمبیا، ایالات متحده                                                            |
| ۱۹:۳۰ EDT          | - فیش '۶۹      | گزارش | - کاروالیو ۱۰' - جونز ۳۶' - سیمیکاس ۶۱' | ورزشگاه: ورزشگاه ویلیام–بریس تماشاگران: ۷۷٬۵۵۹ داور: روبیل وازکز (ایالات متحده) |

| ۱۱ اوت ۲۰۲۴ دوستانه                                                    | لیورپول                                   | ۴–۱   | سویا                    | لیورپول، انگلستان                                                     |
| ۱۲:۳۰ BST                                                              | - ژوتا ۳۰' - دیاز ۳۹'، ۴۵+۱' - انیونی ۶۷' | گزارش | - بناویدس '۴۲ - پکه ۶۶' | ورزشگاه: ورزشگاه آنفیلد تماشاگران: ۵۹٬۱۲۲ داور: رابرت جونز (انگلستان) |
| یادداشت: زمان آغاز بازی ساعت ۱۵:۰۰ بود که به درخواست باشگاه تغییر کرد. |                                           |       |                         |                                                                       |

| ۱۱ اوت ۲۰۲۴ دوستانه | لیورپول     | ۰–۰   | لاس پالماس   | لیورپول، انگلستان                                   |
| ۱۷:۰۰ BST           | - الیوت '۱۲ | گزارش | - مونیوز '۱۲ | ورزشگاه: ورزشگاه آنفیلد تماشاگران: ۰ (بدون تماشاچی) |

## رقابت‌ها

### آمار کلی
| رقابت              | اولین بازی      | آخرین بازی   | شروع دور    | جایگاه نهایی | آمار | آمار | آمار | آمار | آمار | آمار | آمار | آمار  |
| رقابت              | اولین بازی      | آخرین بازی   | شروع دور    | جایگاه نهایی | بازی | ب    | ت    | ش    | گ‌ز   | گ‌خ   | ت‌گ   | % برد |
| ------------------ | --------------- | ------------ | ----------- | ------------ | ---- | ---- | ---- | ---- | ---- | ---- | ---- | ----- |
| لیگ برتر           | ۱۷ اوت ۲۰۲۴     | ۲۵ مه ۲۰۲۵   | هفته اول    | قهرمان       | ۳۴   | ۲۵   | ۷    | ۲    | ۸۰   | ۳۲   | ۴۸+  | ۰۷۴   |
| جام حذفی           | ۱۱ ژانویه ۲۰۲۵  | ۹ فوریه ۲۰۲۵ | دور سوم     | دور چهارم    | ۲    | ۱    | ۰    | ۱    | ۴    | ۱    | ۳+   | ۰۵۰   |
| جام اتحادیه        | ۲۵ سپتامبر ۲۰۲۴ | ۱۶ مارس ۲۰۲۵ | دور سوم     | نائب قهرمان  | ۶    | ۴    | ۰    | ۲    | ۱۵   | ۷    | ۸+   | ۰۶۷   |
| لیگ قهرمانان اروپا | ۱۷ سپتامبر ۲۰۲۴ | ۱۱ مارس ۲۰۲۵ | مرحله گروهی | یک‌هشتم نهایی | ۱۰   | ۸    | ۰    | ۲    | ۱۸   | ۶    | ۱۲+  | ۰۸۰   |
| مجموع              | مجموع           | مجموع        | مجموع       | مجموع        | ۵۲   | ۳۸   | ۷    | ۷    | ۱۱۷  | ۴۶   | ۷۱+  | ۰۷۳   |

آخرین به‌روزرسانی در: 27 April 2025

منبع: Soccerway

### لیگ برتر

#### جدول لیگ
2024–25 Premier League

#### خلاصه نتایج
| مجموع | مجموع  | مجموع | مجموع | مجموع | مجموع | مجموع | مجموع | خانه | خانه | خانه | خانه | خانه | خانه | مهمان | مهمان | مهمان | مهمان | مهمان | مهمان |
| بازی  | امتیاز | پ     | ت     | ش     | گ‌ز    | گ‌خ    | ت‌گ    | پ    | ت    | ش    | گ‌ز   | گ‌خ   | ت‌گ   | پ     | ت     | ش     | گ‌ز    | گ‌خ    | ت‌گ    |
| ----- | ------ | ----- | ----- | ----- | ----- | ----- | ----- | ---- | ---- | ---- | ---- | ---- | ---- | ----- | ----- | ----- | ----- | ----- | ----- |
| ۳۴    | ۸۲     | ۲۵    | ۷     | ۲     | ۸۰    | ۳۲    | ۴۸+   | ۱۴   | ۲    | ۱    | ۳۹   | ۱۳   | ۲۶+  | ۱۱    | ۵     | ۱     | ۴۱    | ۱۹    | ۲۲+   |

آخرین بروزرسانی: 27 April 2025

منبع: Soccerway

پ = پیروزی؛ ت = تساوی؛ ش = شکست؛ گ‌ز = گل زده؛ گ‌خ = گل خورده؛ ت‌گ = تفاضل گل

#### نتایج هر دور
| هفته    | 1 | 2 | 3 | 4 | 5  | 6  | 7  | 8  | 9  | 10 | 11 | 12 | 13 | 14 | 16 | 17 | 18 | 19 | 20 | 21 | 22 | 23 | 24 | 15الف | 25 | 29ب | 26 | 27 | 28 | 30 | 31 | 32 | 33 | 34 | 35 | 36 | 37 | 38 |
| ------- | - | - | - | - | -- | -- | -- | -- | -- | -- | -- | -- | -- | -- | -- | -- | -- | -- | -- | -- | -- | -- | -- | ----- | -- | --- | -- | -- | -- | -- | -- | -- | -- | -- | -- | -- | -- | -- |
| ورزشگاه | م | خ | م | خ | خ  | م  | م  | خ  | م  | خ  | خ  | م  | خ  | م  | خ  | م  | خ  | م  | خ  | م  | م  | خ  | م  | م     | خ  | م   | م  | خ  | خ  | خ  | م  | خ  | م  | خ  | م  | خ  | م  | خ  |
| نتیجه   | W | W | W | L | W  | W  | W  | W  | D  | W  | W  | W  | W  | D  | D  | W  | W  | W  | D  | D  | W  | W  | W  | D     | W  | D   | W  | W  | W  | W  | L  | W  | W  | W  |    |    |    |    |
| موقعیت  | 3 | 4 | 2 | 4 | 2  | 1  | 1  | 1  | 2  | 1  | 1  | 1  | 1  | 1  | 1  | 1  | 1  | 1  | 1  | 1  | 1  | 1  | 1  | 1     | 1  | 1   | 1  | 1  | 1  | 1  | 1  | 1  | 1  | 1  | 1  | 1  | 1  | 1  |
| امتیاز  | 3 | 6 | 9 | 9 | 12 | 15 | 18 | 21 | 22 | 25 | 28 | 31 | 34 | 35 | 36 | 39 | 42 | 45 | 46 | 47 | 50 | 53 | 56 | 57    | 60 | 61  | 64 | 67 | 70 | 73 | 73 | 76 | 79 | 82 |    |    |    |    |

- الف هفته ۱۵ (مقابل اورتون) به دلیل شرایط نامساعد جوی ناشی از طوفان به تعویق افتاد.
- ب هفته ۲۹ (مقابل  استون ویلا) به دلیل حضور لیورپول در جام اتحادیه فوتبال انگلستان به تعویق افتاد.

#### مسابقات
برنامه بازی‌های لیگ در ۱۸ ژوئن ۲۰۲۴ منتشر شد.
  برد
  تساوی
  باخت
  برنامه بازی‌ها
| ۱۷ اوت ۲۰۲۴ ۱ | ایپسویچ تاون                                | ۰–۲   | لیورپول                             | ایپسوییچ                                                         |
| ۱۲:۳۰ BST     | - Woolfenden '۶ - هاتکینسون '۱۳ - Burns '۲۴ | گزارش | - ژوتا ۶۰' - صلاح ۶۵' - گاکپو '۹۰+۵ | ورزشگاه: ورزشگاه پورتمن رود تماشاگران: ۳۰٬۰۱۴ داور: تیم رابینسون |

| ۲۵ اوت ۲۰۲۴ ۲                                                                                          | لیورپول                                             | ۲–۰   | برنتفورد                                | لیورپول                                                      |
| ۱۶:۳۰ BST                                                                                              | - دیاز ۱۳' - سوبوسلای '۳۰ - گراونبرخ '۳۸ - صلاح ۷۰' | گزارش | - نورگارد '۴۰ - ینسن '۴۵ - امبومو '۹۰+۴ | ورزشگاه: ورزشگاه آنفیلد تماشاگران: ۶۰٬۱۰۷ داور: استوارت اتول |
| یادداشت: Fixture was initially scheduled for 24 August, but was moved for live اسکای اسپورت broadcast. |                                                     |       |                                         |                                                              |

| ۱ سپتامبر ۲۰۲۴ ۳                                                                                       | منچستر یونایتد                                        | ۰–۳   | لیورپول                                  | ترافورد                                                           |
| ۱۶:۰۰ BST                                                                                              | - زیرکزی '۲۳ - مارتینز '۴۰ - مینو '۴۵+۱ - دی لیخت '۶۵ | گزارش | - دیاز ۳۵'، ۴۲' - فن دایک '۵۵ - صلاح ۵۶' | ورزشگاه: ورزشگاه الد ترافورد تماشاگران: ۷۳٬۷۳۸ داور: آنتونی تیلور |
| یادداشت: Fixture was initially scheduled for 31 August, but was moved for live اسکای اسپورت broadcast. |                                                       |       |                                          |                                                                   |

| ۱۴ سپتامبر ۲۰۲۴ ۴ | لیورپول                                                              | ۰–۱   | ناتینگهام فارست                                                      | لیورپول                                                     |
| ۱۵:۰۰ BST         | - رابرتسون '۶۲ - گراونبرخ '۸۳ - سوبوسلای '۸۶ - الکساندر-آرنولد '۹۰+۴ | گزارش | - مورنو '۴۴ - ییتس '۴۵+۱ - سلز '۶۶ - هادسون-اودوی ۷۲' - الانگا '۹۰+۲ | ورزشگاه: ورزشگاه آنفیلد تماشاگران: ۶۰٬۳۴۴ داور: مایکل الیور |

| ۲۱ سپتامبر ۲۰۲۴ ۵ | لیورپول                                  | ۳–۰   | بورنموث                                           | لیورپول                                                       |
| ۱۵:۰۰ BST         | - دیاز ۲۶'، ۲۸' - نونیز ۳۷' - کوناته '۶۰ | گزارش | - کریستی '۱ - کلایورت '۱۸ - هایسن '۴۵+۳ - کوک '۸۷ | ورزشگاه: ورزشگاه آنفیلد تماشاگران: ۶۰٬۳۴۷ داور: تونی هرینگتون |

| ۲۸ سپتامبر ۲۰۲۴ ۶                                                                                             | ولورهمپتون                             | ۱–۲   | لیورپول                                                            | ولورهمپتون                                                    |
| ۱۷:۳۰ BST | - آندره '۳۰ - آیت-نوری ۵۶' - فوربس '۸۷ | گزارش | - الکساندر-آرنولد '۶ - ژوتا '۳۶ - کوناته ۴۵+۲', '۶۳ - صلاح ۶۱' (پ) | ورزشگاه: ورزشگاه مالینیو تماشاگران: ۳۱٬۴۱۳ داور: آنتونی تیلور |
| یادداشت: Fixture was initially scheduled for a 15:00 kick-off, but was moved for live اسکای اسپورت broadcast. |                                        |       |                                                                    |                                                               |

| ۵ اکتبر ۲۰۲۴ ۷                                                                                              | کریستال پالاس                                | ۰–۱   | لیورپول                               | سلهارست                                                           |
| ۱۲:۳۰ BST                                                                                                   | - لرما '۷۱ - هیوز '۷۳ - سار '۷۴ - انکتیا '۷۶ | گزارش | - ژوتا ۹' - گاکپو '۳۱ - مک آلیستر '۴۳ | ورزشگاه: ورزشگاه سلهارست پارک تماشاگران: ۲۵٬۱۸۵ داور: سایمون هوپر |
| یادداشت: Fixture was initially scheduled for a 15:00 kick-off, but was moved for live TNT Sports broadcast. |                                              |       |                                       |                                                                   |

| ۲۰ اکتبر ۲۰۲۴ 8                                                                                         | لیورپول                                                                               | ۲–۱   | چلسی                                        | لیورپول                                                   |
| ۱۶:۳۰ BST                                                                                               | - صلاح ۲۹' (پ) - سوبوسلای '۴۵+۸ - جونز ۵۱' - نونیز '۶۹ - کوناته '۸۰ - مک آلیستر '۹۰+۲ | گزارش | - آدارابیویو '۶ - جکسون '۲۸, ۴۸' - ویگا '۷۸ | ورزشگاه: ورزشگاه آنفیلد تماشاگران: ۶۰٬۲۷۷ داور: جان بروکس |
| یادداشت: Fixture was initially scheduled for 19 October, but was moved for live اسکای اسپورت broadcast. |                                                                                       |       |                                             |                                                           |

| ۲۷ اکتبر ۲۰۲۴ ۹                                                                                         | آرسنال                                        | ۲–۲   | لیورپول                                                | هالووی                                                       |
| ۱۶:۳۰ GMT                                                                                               | - ساکا ۹' - مرینو ۴۳' - رایا '۶۶ - ژسوس '۹۰+۸ | گزارش | - فن دایک ۱۸' - مک آلیستر '۳۳ - صلاح ۸۱' - نونیز '۹۰+۴ | ورزشگاه: ورزشگاه امارات تماشاگران: ۶۰٬۳۸۳ داور: آنتونی تیلور |
| یادداشت: Fixture was initially scheduled for 26 October, but was moved for live اسکای اسپورت broadcast. |                                               |       |                                                        |                                                              |

| ۲ نوامبر ۲۰۲۴ ۱۰ | لیورپول                                | ۲–۱   | برایتون                               | لیورپول                                                       |
| ۱۵:۰۰ GMT        | - مک آلیستر '۴۵ - گاکپو ۷۰' - صلاح ۷۲' | گزارش | - کادی اوغلو ۱۴', '۸۳ - فربروگن '۹۰+۶ | ورزشگاه: ورزشگاه آنفیلد تماشاگران: ۶۰٬۳۳۱ داور: تونی هرینگتون |

| ۹ نوامبر ۲۰۲۴ ۱۱                                                                                            | لیورپول                | ۲–۰   | استون ویلا                               | لیورپول                                                     |
| ۲۰:۰۰ GMT                                                                                                   | - نونیز ۲۰' - صلاح ۸۴' | گزارش | - راجرز '۳۴ - تیلمانس '۴۵+۳ - کامارا '۷۶ | ورزشگاه: ورزشگاه آنفیلد تماشاگران: ۶۰٬۲۹۲ داور: David Coote |
| یادداشت: Fixture was initially scheduled for a 15:00 kick-off, but was moved for live TNT Sports broadcast. |                        |       |                                          |                                                             |

| ۲۴ نوامبر ۲۰۲۴ ۱۲                                                                                        | ساوت‌همپتون                                                          | ۲–۳   | لیورپول                                                                      | ساوت‌همپتون                                                 |
| ۱۴:۰۰ GMT                                                                                                | - لالانا '۲۳ - آرمسترانگ ۴۲', ۴۲', '۷۳ - فرناندس ۵۶' - استفنز '۹۰+۸ | گزارش | - بردلی '۱۳ - کوناته '۱۶ - سوبوسلای ۳۰' - گاکپو '۴۹ - صلاح ۶۵'، ۸۳' (پ), '۸۴ | ورزشگاه: ورزشگاه سنت مریز تماشاگران: ۳۱٬۲۷۸ داور: سم باروت |
| یادداشت: Fixture was initially scheduled for 23 November, but was moved for live اسکای اسپورت broadcast. |                                                                     |       |                                                                              |                                                            |

| ۱ دسامبر ۲۰۲۴ ۱۳                                                                                         | لیورپول                                        | ۲–۰   | منچستر سیتی                          | لیورپول                                                        |
| ۱۶:۰۰ GMT                                                                                                | - گاکپو ۱۲' - گراونبرخ '۳۶ - صلاح ۷۸' (پنالتی) | گزارش | - نونز '۲۴ - فودن '۳۲ - آکانجی '۴۵+۱ | ورزشگاه: ورزشگاه آنفیلد تماشاگران: ۶۰٬۲۴۸ داور: Chris Kavanagh |
| یادداشت: Fixture was initially scheduled for 30 November, but was moved for live اسکای اسپورت broadcast. |                                                |       |                                      |                                                                |

| ۴ دسامبر ۲۰۲۴ ۱۴ | نیوکاسل                                                     | ۳–۳   | لیورپول                                                                                                  | نیوکاسل                                                           |
| ۱۹:۳۰ GMT | - ایساک ۳۵' - تونالی '۵۸ - گوردون ۶۲' - شار ۹۰' - پوپ '۹۰+۶ | گزارش | - مک آلیستر '۲۰ - کوانسا '۴۲ - گراونبرخ '۴۵ - جونز ۵۰' - صلاح ۶۸'، ۸۳' - الکساندر-آرنولد '۶۹ - نونیز '۷۱ | ورزشگاه: ورزشگاه سنت جیمز پارک تماشاگران: ۵۲٬۲۳۷ داور: اندرو مدلی |
| یادداشت: Fixture was initially scheduled for a 19:45 kick-off, but was moved for live آمازون پرایم ویدئو broadcast. |                                                             |       | |                                                                   |

| ۱۴ دسامبر ۲۰۲۴ ۱۶ | لیورپول                                                            | ۲–۲   | فولام                                                              | لیورپول                                                       |
| ۱۵:۰۰ GMT         | - دیاز '۷ - رابرتسون - گاکپو ۴۷' - جونز '۵۷ - ژوتا ۸۶' - نونیز '۸۸ | گزارش | - دیوپ '۱ - پریرا '۹, ۱۱' - رابینسن '۲۷ - مونیز ۷۶' - ساندربرگ '۸۳ | ورزشگاه: ورزشگاه آنفیلد تماشاگران: ۶۰٬۳۳۳ داور: تونی هرینگتون |

| ۲۲ دسامبر ۲۰۲۴ ۱۷                                                                                        | تاتنهام                                                 | ۳–۶   | لیورپول                                                                           | تاتنهام                                                             |
| ۱۶:۳۰ GMT                                                                                                | - مدیسون ۴۱' - کولوسفسکی ۷۲' - برگوال '۷۹ - سولانکه ۸۳' | گزارش | - دیاز ۲۳'، ۸۵' - گاکپو '۳۱ - مک آلیستر ۳۶' - سوبوسلای ۴۵+۱', '۵۲ - صلاح ۵۴'، ۶۱' | ورزشگاه: ورزشگاه تاتنهام هاتسپر تماشاگران: ۶۱٬۴۳۹ داور: Sam Barrott |
| یادداشت: Fixture was initially scheduled for 21 December, but was moved for live اسکای اسپورت broadcast. |                                                         |       |                                                                                   |                                                                     |

| ۲۶ دسامبر ۲۰۲۴ ۱۸                                                                                                   | لیورپول                                                                      | ۳–۱   | لستر سیتی                    | لیورپول                                                     |
| ۲۰:۰۰ GMT | - گومز '۳۷ - گاکپو ۴۵+۱' - جونز ۴۹' - رابرتسون '۵۸ - سوبوسلای '۸۰ - صلاح ۸۲' | گزارش | - ایو ۶', '۴۳ - وسترگارد '۵۸ | ورزشگاه: ورزشگاه آنفیلد تماشاگران: ۶۰٬۳۰۰ داور: Darren Bond |
| یادداشت: Fixture was initially scheduled for a 15:00 kick-off, but was moved for live آمازون پرایم ویدئو broadcast. |                                                                              |       |                              |                                                             |

| ۲۹ دسامبر ۲۰۲۴ ۱۹                                                                                             | وستهام یونایتد | ۰–۵   | لیورپول                                                            | استراتفورد                                                        |
| ۱۷:۱۵ GMT |                | گزارش | - دیاز ۳۰' - گاکپو ۴۰' - صلاح ۴۴' - الکساندر-آرنولد ۵۴' - ژوتا ۸۴' | ورزشگاه: ورزشگاه المپیک لندن تماشاگران: ۶۲٬۴۷۶ داور: آنتونی تیلور |
| یادداشت: Fixture was initially scheduled for a 15:00 kick-off, but was moved for live اسکای اسپورت broadcast. |                |       |                                                                    |                                                                   |

| ۵ ژانویه ۲۰۲۵ ۲۰                                                                                       | لیورپول                                                           | ۲–۲   | منچستر یونایتد                                                       | لیورپول                                                     |
| ۱۶:۳۰ GMT                                                                                              | - گاکپو ۵۹' - صلاح ۷۰' (پنالتی) - نونیز '۷۷ - الکساندر-آرنولد '۸۳ | گزارش | - دالو '۲۳ - مارتینز ۵۲' - دیالو '۵۳, ۸۰' - دی لیخت '۶۴ - مگوایر '۷۳ | ورزشگاه: ورزشگاه آنفیلد تماشاگران: ۶۰٬۲۷۵ داور: مایکل الیور |
| یادداشت: Fixture was initially scheduled for 4 January, but was moved for live اسکای اسپورت broadcast. |                                                                   |       |                                                                      |                                                             |

| ۱۴ ژانویه ۲۰۲۵ ۲۱                                                                                           | ناتینگهام فارست                     | ۱–۱   | لیورپول               | وست بریجفورد                                                       |
| ۲۰:۰۰ GMT                                                                                                   | - وود ۸' - گیبز وایت '۴۲ - ییتس '۵۳ | گزارش | - ژوتا ۶۶' - دیاز '۷۰ | ورزشگاه: ورزشگاه سیتی گراند تماشاگران: ۳۰٬۲۴۹ داور: Chris Kavanagh |
| یادداشت: Fixture was initially scheduled for a 19:45 kick-off, but was moved for live TNT Sports broadcast. |                                     |       |                       |                                                                    |

| ۱۸ ژانویه ۲۰۲۵ ۲۲ | برنتفورد                   | ۰–۲   | لیورپول                                                 | برنتفورد                                                                |
| ۱۵:۰۰ GMT         | - نورگارد '۶۸ - رورسلف '۶۹ | گزارش | - سیمیکاس '۸ - سوبوسلای '۴۳ - نونیز ۹۰+۱'، ۹۰+۳', '۹۰+۲ | ورزشگاه: Brentford Community Stadium تماشاگران: ۱۷٬۲۱۵ داور: اندرو مدلی |

| ۲۵ ژانویه ۲۰۲۵ ۲۳ | لیورپول                                    | ۴–۱   | ایپسویچ تاون                       | لیورپول                                                        |
| ۱۵:۰۰ GMT         | - سوبوسلای ۱۱' - صلاح ۳۵' - گاکپو ۴۴'، ۶۵' | گزارش | - دلپ '۷۵ - انسیسو '۸۱ - گریوس ۹۰' | ورزشگاه: ورزشگاه آنفیلد تماشاگران: ۶۰٬۴۲۰ داور: مایکل سالیسبری |

| ۱ فوریه ۲۰۲۵ ۲۴ | بورنموث                  | ۰–۲   | لیورپول                                                               | بورنموث                                                          |
| ۱۵:۰۰ GMT       | - کریستی '۴۸ - هایسن '۵۵ | گزارش | - صلاح ۳۰' (پنالتی)، ۷۵' - گراونبرخ '۴۹ - مک آلیستر '۵۴ - فن دایک '۶۶ | ورزشگاه: ورزشگاه دین کورت تماشاگران: ۱۱٬۲۳۹ داور: Darren England |

| ۱۲ فوریه ۲۰۲۵ ۱۵ | اورتون                                                        | ۲–۲   | لیورپول                                                        | لیورپول                                                           |
| ۱۹:۳۰ GMT | - بتو ۱۱' - لیندستروم '۳۵ - گی '۳۷ - دوکوره - تارکووسکی ۹۰+۸' | گزارش | - مک آلیستر ۱۶' - رابرتسون '۲۷ - بردلی '۴۵+۲ - جونز - صلاح ۷۳' | ورزشگاه: ورزشگاه گودیسون پارک تماشاگران: ۳۹٬۲۸۰ داور: مایکل الیور |
| یادداشت: Fixture was initially scheduled for a 15:00 kick-off on 7 December, but was moved to 12:30 for live TNT Sports broadcast, and later postponed due to severe weather caused by Storm Darragh. |                                                               |       |                                                                |                                                                   |

| ۱۶ فوریه ۲۰۲۵ ۲۵                                                                                         | لیورپول                                                   | ۲–۱   | ولورهمپتون                            | لیورپول                                                     |
| ۱۴:۰۰ GMT                                                                                                | - دیاز ۱۵' - کوناته '۳۱ - صلاح ۳۷' (پنالتی) - فن دایک '۷۱ | گزارش | - داهرتی '۲۶ - اگبادو '۳۹ - کونیا ۶۷' | ورزشگاه: ورزشگاه آنفیلد تماشاگران: ۶۰٬۴۰۱ داور: سایمون هوپر |
| یادداشت: Fixture was initially scheduled for 15 February, but was moved for live اسکای اسپورت broadcast. |                                                           |       |                                       |                                                             |

| ۱۹ فوریه ۲۰۲۵ ۲۹ | استون ویلا                                 | ۲–۲   | لیورپول                          | بیرمنگام                                                       |
| ۱۹:۳۰ GMT | - دیساسی '۲۳ - تیلمانس ۳۸' - واتکینز ۴۵+۳' | گزارش | - صلاح ۲۹' - الکساندر-آرنولد ۶۱' | ورزشگاه: ورزشگاه ویلا پارک تماشاگران: ۴۱٬۹۱۰ داور: کریگ پاوسون |
| یادداشت: Fixture was initially scheduled for a 15:00 kick-off on 15 March, but was moved to 12:30 for live TNT Sports broadcast, and later moved forward due to Liverpool's participation in the EFL Cup final. |                                            |       |                                  |                                                                |

| ۲۳ فوریه ۲۰۲۵ ۲۶                                                                                         | منچستر سیتی | ۰–۲   | لیورپول                   | منچستر                                                           |
| ۱۶:۳۰ GMT                                                                                                |             | گزارش | - صلاح ۱۴' - سوبوسلای ۳۷' | ورزشگاه: ورزشگاه شهر منچستر تماشاگران: ۵۲٬۸۰۳ داور: آنتونی تیلور |
| یادداشت: Fixture was initially scheduled for 22 February, but was moved for live اسکای اسپورت broadcast. |             |       |                           |                                                                  |

| ۲۶ فوریه ۲۰۲۵ ۲۷                                                                                            | لیورپول                        | ۲–۰   | نیوکاسل      | لیورپول                                                      |
| ۲۰:۱۵ GMT                                                                                                   | - سوبوسلای ۱۱' - مک آلیستر ۶۳' | گزارش | - Murphy '۸۰ | ورزشگاه: ورزشگاه آنفیلد تماشاگران: ۶۰٬۳۷۴ داور: استوارت اتول |
| یادداشت: Fixture was initially scheduled for a 20:00 kick-off, but was moved for live TNT Sports broadcast. |                                |       |              |                                                              |

| ۸ مارس ۲۰۲۵ ۲۸ | لیورپول                                                  | ۳–۱   | ساوت‌همپتون                      | لیورپول                                                     |
| ۱۵:۰۰ GMT      | - سیمیکاس '۳۱ - نونیز '۴۵+۳, ۵۱' - صلاح ۵۵' (پ)، ۸۸' (پ) | گزارش | - اسمالبون ۴۵+۱' - اوناچو '۹۰+۶ | ورزشگاه: ورزشگاه آنفیلد تماشاگران: ۶۰٬۳۹۹ داور: Lewis Smith |

| ۲ آوریل ۲۰۲۵ ۳۰ | لیورپول                     | ۱–۰   | اورتون                    | لیورپول                                                     |
| ۲۰:۰۰ BST       | - ژوتا ۵۷', '۶۴ - نونیز '۸۸ | گزارش | - تارکووسکی '۱۱ - بتو '۲۹ | ورزشگاه: ورزشگاه آنفیلد تماشاگران: ۶۰٬۳۳۱ داور: Sam Barrott |

| ۶ آوریل ۲۰۲۵ ۳۱                                                                                      | فولام                                                                        | ۳–۲   | لیورپول                    | فولام                                                              |
| ۱۴:۰۰ BST                                                                                            | - سسنیون ۲۳' - ایووبی ۳۲' - مونیز ۳۷' - لوکیچ '۴۶ - اسمیت رو '۸۶ - لنو '۹۰+۵ | گزارش | - مک آلیستر ۱۴' - دیاز ۷۲' | ورزشگاه: ورزشگاه کریون کاتج تماشاگران: ۲۷٬۷۷۰ داور: Chris Kavanagh |
| یادداشت: Fixture was initially scheduled for 5 April, but was moved for live اسکای اسپورت broadcast. |                                                                              |       |                            |                                                                    |

| ۱۳ آوریل ۲۰۲۵ ۳۲                                                                                      | لیورپول                  | ۲–۱   | وستهام یونایتد                                              | لیورپول                                                    |
| ۱۴:۰۰ BST                                                                                             | - دیاز ۱۸' - فن دایک ۸۹' | گزارش | - رابرتسون ۸۶' (گل‌به‌خودی) - کوفال '۹۰+۶ - لوکاس پاکتا '۹۰+۸ | ورزشگاه: ورزشگاه آنفیلد تماشاگران: ۶۰٬۳۷۶ داور: اندرو مدلی |
| یادداشت: Fixture was initially scheduled for 12 April, but was moved for live اسکای اسپورت broadcast. |                          |       |                                                             |                                                            |

| ۲۰ آوریل ۲۰۲۵ ۳۳                                                                                      | لستر سیتی    | ۰–۱   | لیورپول                                | لستر                                                           |
| ۱۶:۳۰ BST                                                                                             | - اندیدی '۷۰ | گزارش | - بردلی '۶۵ - الکساندر-آرنولد ۷۶', '۷۷ | ورزشگاه: ورزشگاه کینگ‌پاور تماشاگران: ۳۰٬۴۰۲ داور: استوارت اتول |
| یادداشت: Fixture was initially scheduled for 19 April, but was moved for live اسکای اسپورت broadcast. |              |       |                                        |                                                                |

| ۲۷ آوریل ۲۰۲۵ ۳۴                                                                                      | لیورپول                                                                                      | ۵–۱   | تاتنهام                          | لیورپول                                                      |
| ۱۶:۳۰ BST                                                                                             | - دیاز ۱۶' - مک آلیستر ۲۴' - گاکپو ۳۴', '۳۴ - صلاح ۶۳' - اودوگی ۶۹' (گل‌به‌خودی) - الیوت '۹۰+۴ | گزارش | - سولانکه ۱۲' - ریچارلیسون '۹۰+۴ | ورزشگاه: ورزشگاه آنفیلد تماشاگران: ۶۰٬۴۱۵ داور: توماس برامال |
| یادداشت: Fixture was initially scheduled for 26 April, but was moved for live اسکای اسپورت broadcast. |                                                                                              |       |                                  |                                                              |

| ۴ مه ۲۰۲۵ 35                                                                                             | چلسی                                                                            | ۳–۱   | لیورپول                         | فولام                                                      |
| ۱۶:۳۰ BST                                                                                                | - فرناندز ۳' - چالوبا '۵۴ - کوانسا ۵۶' (گل‌به‌خودی) - سانچو '۸۴ - پالمر ۹۰+۶' (پ) | گزارش | - فن دایک '۵۱, ۸۵' - کوانسا '۵۸ | ورزشگاه: استمفورد بریج تماشاگران: ۳۹٬۸۲۹ داور: سلیمون هوپر |
| یادداشت: این مسابقه ابتدا برای ۳ مه برنامه‌ریزی شده بود، اما به دلیل پخش زنده اسکای اسپورت تغییر داده شد. |                                                                                 |       |                                 |                                                            |

| ۱۱ مه ۲۰۲۵ ۳۶                                                                                       | لیورپول | v     | آرسنال | لیورپول                 |
| ۱۶:۳۰ BST                                                                                           |         | گزارش |        | ورزشگاه: ورزشگاه آنفیلد |
| یادداشت: Fixture was initially scheduled for 10 May, but was moved for live اسکای اسپورت broadcast. |         |       |        |                         |

| ۱۹ مه ۲۰۲۵ ۳۷                                                                                       | برایتون | v     | لیورپول | برایتون اند هوو        |
| ۲۰:۰۰ BST                                                                                           |         | گزارش |         | ورزشگاه: ورزشگاه فالمر |
| یادداشت: Fixture was initially scheduled for 18 May, but was moved for live اسکای اسپورت broadcast. |         |       |         |                        |

| ۲۵ مه ۲۰۲۵ ۳۸ | لیورپول | v     | کریستال پالاس | لیورپول                 |
| ۱۶:۰۰ BST     |         | گزارش |               | ورزشگاه: ورزشگاه آنفیلد |

### جام حذفی
لیورپول به عنوان یک تیم لیگ برتری از دور سوم وارد جام حذفی شد و در خانه به مصاف آکرینگتون استنلی از لیگ دو رفت. در این بازی ریو نوموها با ۱۶ سال و چهار ماه و ۱۳ روز برای لیورپول به میدان رفت و نامش به عنوان جوانترین بازیکن قرمزها که تاکنون در این رقابت‌ها حضور داشته است ثبت شد. در دور چهارم، آنها به مصاف تیم پلیموث آرگیل از دسته چمپیونشیپ رفتند.
  برد
  تساوی
  باخت
  برنامه بازی‌ها
| ۱۱ ژانویه ۲۰۲۵ دور سوم | لیورپول                                                 | ۴–۰   | آکرینگتون استنلی | لیورپول                                                     |
| ۱۲:۱۵ GMT              | - ژوتا ۲۹' - الکساندر-آرنولد ۴۵' - دانز ۷۶' - کیه‌زا ۹۰' | گزارش | - هندرسون '۵۸    | ورزشگاه: ورزشگاه آنفیلد تماشاگران: ۶۰٬۲۶۱ داور: لوئیس اسمیت |

| ۹ فوریه ۲۰۲۵ دور چهارم | پلیموث آرگیل                                                             | ۱–۰   | لیورپول                   | پلیموث (انگلستان)                                  |
| ۱۵:۰۰ GMT              | - هلردی ۵۳' (پ) - بوندو '۷۰ - سورینولا '۷۹ - هازارد '۹۰ - تالویروف '۹۰+۸ | گزارش | - انیونی '۱۸ - مابایا '۴۳ | ورزشگاه: هوم پارک تماشاگران: ۱۶٬۷۲۴ داور: سم باروت |

### جام اتحادیه
لیورپول به عنوان یکی از باشگاه‌های لیگ برتر که در مسابقات اروپایی شرکت داشت، از دور سوم وارد جام اتحادیه فوتبال انگلیس شد و در خانه مقابل دیگر تیم لیگ برتری، وستهام یونایتد، قرار گرفت. سپس در دور چهارم به مصاف برایتون، و در یک‌چهارم نهایی به مصاف ساوت‌همپتونرفت. در نیمه نهایی و در بازی رفت، مهمان تاتنهام شد و در بازی برگشت میزبانشان در خانه بود.
  برد
  تساوی
  باخت
  برنامه بازی‌ها
| ۲۵ سپتامبر ۲۰۲۴ دور سوم | لیورپول                                                    | ۵–۱   | وستهام یونایتد                                     | لیورپول                                                    |
| ۲۰:۰۰ BST               | - ژوتا ۲۵'، ۴۹' - کوانسا '۶۳ - صلاح ۷۴' - گاکپو ۹۰'، ۹۰+۳' | گزارش | - کوانسا ۲۱' (گل‌به‌خودی) - آلوارز - لوکاس پاکتا '۷۰ | ورزشگاه: ورزشگاه آنفیلد تماشاگران: ۶۰٬۰۴۴ داور: اندرو مدلی |

| ۳۰ اکتبر ۲۰۲۴ دور چهارم | برایتون                   | ۲–۳   | لیورپول                                               | برایتون اند هوو                                          |
| ۱۹:۳۰ GMT               | - آدینگرا ۸۱' - لمپتی ۹۰' | گزارش | - گاکپو ۴۶'، ۶۳' - اندو '۵۱ - دیاز ۸۵' - کوناته '۹۰+۲ | ورزشگاه: ورزشگاه فالمر تماشاگران: ۲۸٬۴۴۱ داور: دارن باند |

| ۱۸ دسامبر ۲۰۲۴ یک‌چهارم نهایی | ساوت‌همپتون                                | ۱–۲   | لیورپول                                   | ساوت‌همپتون                                                    |
| ۲۰:۰۰ GMT                    | - داونز '۵۷ - آرچر ۵۹' - بن برریتون '۹۰+۴ | گزارش | - نونیز ۲۳' - الیوت ۳۲', '۵۷ - مک‌کانل '۹۰ | ورزشگاه: ورزشگاه سنت مریز تماشاگران: ۲۶٬۵۰۳ داور: سایمون هوپر |

| ۸ ژانویه ۲۰۲۵ نیمه نهایی (دور رفت) | تاتنهام                        | ۱–۰   | لیورپول | تاتنهام                                                              |
| ۲۰:۰۰ GMT                          | - بیسوما '۳۲ - برگوال '۶۸, ۸۶' | گزارش |         | ورزشگاه: ورزشگاه تاتنهام هاتسپر تماشاگران: ۵۹٬۰۳۷ داور: استوارت اتول |

| ۶ فوریه ۲۰۲۵ نیمه نهایی (دور برگشت) | لیورپول                                                 | ۴–۰ (۴–۱ گ.ح.) | تاتنهام | لیورپول                                                     |
| ۲۰:۰۰ GMT                           | - گاکپو ۳۴' - صلاح ۵۱' (پ) - سوبوسلای ۷۵' - فن دایک ۸۰' | گزارش          |         | ورزشگاه: ورزشگاه آنفیلد تماشاگران: ۶۰٬۳۹۵ داور: کریگ پاوسون |

| ۱۶ مارس ۲۰۲۵ فینال | لیورپول              | ۱–۲   | نیوکاسل                                        | ومبلی                                                    |
| ۱۶:۳۰ GMT          | - کیه‌زا ۹۰+۴', '۹۰+۸ | گزارش | - برن ۴۵' - ایساک ۵۲' - پوپ '۹۰ - تونالی '۹۰+۹ | ورزشگاه: ورزشگاه ومبلی تماشاگران: ۸۸٬۵۱۳ داور: جان بروکس |

### لیگ قهرمانان اروپا

#### مراحل لیگ
قرعه‌کشی لیگ در ۲۹ اوت ۲۰۲۴ برگزار شد. لیورپول در خانه میزبان رئال مادرید، بایر لورکوزن، لیل، بولونیا و در خارج از خانه مهمان لایپزیگ، میلان، آیندهوون و خیرونا شد.
| رتبه | تیم            | بازی | برد | مساوی | باخت | گل زده | گل خورده | گل تفاضل | امتیاز | صلاحیت                         |
| ---- | -------------- | ---- | --- | ----- | ---- | ------ | -------- | -------- | ------ | ------------------------------ |
| ۱    | لیورپول        | ۸    | ۷   | ۰     | ۱    | ۱۷     | ۵        | ۱۲+      | ۲۱     | صعود به یک هشتم نهایی (seeded) |
| ۲    | بارسلونا       | ۸    | ۶   | ۱     | ۱    | ۲۸     | ۱۳       | ۱۵+      | ۱۹     | صعود به یک هشتم نهایی (seeded) |
| ۳    | آرسنال         | ۸    | ۶   | ۱     | ۱    | ۱۶     | ۳        | ۱۳+      | ۱۹     | صعود به یک هشتم نهایی (seeded) |
| ۴    | اینتر میلان    | ۸    | ۶   | ۱     | ۱    | ۱۱     | ۱        | ۱۰+      | ۱۹     | صعود به یک هشتم نهایی (seeded) |
| ۵    | اتلتیکو مادرید | ۸    | ۶   | ۰     | ۲    | ۲۰     | ۱۲       | ۸+       | ۱۸     | صعود به یک هشتم نهایی (seeded) |

| مرحله   | 1 | 2 | 3 | 4  | 5  | 6  | 7  | 8  |
| ------- | - | - | - | -- | -- | -- | -- | -- |
| ورزشگاه | A | H | A | H  | H  | A  | H  | A  |
| نتیجه   | W | W | W | W  | W  | W  | W  | L  |
| رتبه    | 7 | 5 | 2 | 1  | 1  | 1  | 1  | 1  |
| امتیاز  | 3 | 6 | 9 | 12 | 15 | 18 | 21 | 21 |

  برد
  تساوی
  باخت
  برنامه باز‌یها
| ۱۷ سپتامبر ۲۰۲۴ ۱ | میلان                                    | ۱–۳   | لیورپول                                                        | میلان، ایتالیا                                                     |
| ۲۱:۰۰ CEST        | - پولیسیک ۳' - کالابریا '۲۲ - فوفانا '۳۱ | گزارش | - کوناته ۲۳', '۸۰ - فن دایک ۴۱' - مک آلیستر '۵۳ - سوبوسلای ۶۷' | ورزشگاه: ورزشگاه سن سیرو تماشاگران: ۵۹٬۸۲۶ داور: اسپن اسکاس (نروژ) |

| ۲ اکتبر ۲۰۲۴ ۲ | لیورپول                                                                            | ۲–۰   | بولونیا                   | لیورپول، انگلستان                                                            |
| ۲۰:۰۰ BST      | - مک آلیستر ۱۱' - فن دایک '۲۶ - کوناته '۳۹ - رابرتسون '۵۵ - صلاح ۷۵' - سیمیکاس '۹۰ | گزارش | - بیوکما '۳۹ - ایبیشر '۶۷ | ورزشگاه: ورزشگاه آنفیلد تماشاگران: ۵۹٬۸۱۶ داور: نیکولا دابانوویچ (مونته‌نگرو) |

| ۲۳ اکتبر ۲۰۲۴ ۳ | لایپزیگ                    | ۰–۱   | لیورپول                     | لایپزیگ، آلمان                                                 |
| ۲۱:۰۰ CEST      | - لوکبا '۸ - خیرترویدا '۲۳ | گزارش | - مک آلیستر '۱۲ - نونیز ۲۷' | ورزشگاه: ردبول آرنا تماشاگران: ۴۵٬۲۲۸ داور: ساندرو شرر (سوئیس) |

| ۵ نوامبر ۲۰۲۴ ۴ | لیورپول                            | ۴–۰   | بایر لورکوزن                | لیورپول، انگلستان                                                |
| ۲۰:۰۰ GMT       | - دیاز ۶۱'، ۸۳'، ۹۰+۲' - گاکپو ۶۳' | گزارش | - گارسیا '۲۶ - هرادتسکی '۶۰ | ورزشگاه: ورزشگاه آنفیلد تماشاگران: ۵۹٬۷۹۰ داور: دنی ماکلی (هلند) |

| ۲۷ نوامبر ۲۰۲۴ ۵ | لیورپول                                                                | ۲–۰   | رئال مادرید                                                    | لیورپول، انگلستان                                                       |
| ۲۰:۰۰ GMT        | - نونیز '۱۳ - گراونبرخ '۱۸ - مک آلیستر '۴۰, ۵۲' - صلاح ۷۰' - گاکپو ۷۷' | گزارش | - آسنسیو '۱۳ - امباپه ۶۱' - مندی '۷۰ - سبایوس '۸۰ - اندریک '۹۰ | ورزشگاه: ورزشگاه آنفیلد تماشاگران: ۵۹٬۵۴۶ داور: فرانسوا لتکسیر (فرانسه) |

| ۱۰ دسامبر ۲۰۲۴ ۶ | خیرونا                                             | ۰–۱   | لیورپول                              | خیرونا (شهر)، اسپانیا                                                   |
| ۱۸:۴۵ CET        | - رومئو '۵۵ - فرانسیس '۸۷ - کریستین مانزانرا '۹۰+۳ | گزارش | - دیاز '۵۳ - صلاح ۶۳' (پ) - گومز '۷۹ | ورزشگاه: ورزشگاه مونتیلیوی تماشاگران: ۹٬۲۴۱ داور: بنووا باستین (فرانسه) |

| ۲۱ ژانویه ۲۰۲۵ ۷ | لیورپول                                         | ۲–۱   | لیل                                     | لیورپول، انگلستان                                                   |
| ۲۰:۰۰ GMT        | - صلاح ۳۴' - الیوت ۶۷', '۹۰+۴ - مک آلیستر '۹۰+۲ | گزارش | - ماندی '۳۵ '۵۹ - دیوید ۶۲' - آندره '۸۸ | ورزشگاه: ورزشگاه آنفیلد تماشاگران: ۵۹٬۷۸۲ داور: فلیکس زوایر (آلمان) |

| ۲۹ ژانویه ۲۰۲۵ ۸ | آیندهوون                                                                | ۳–۲   | لیورپول                                                                   | آیندهوون، هلند                                                        |
| ۲۱:۰۰ CET        | - باکایوکو ۳۵' - سیباری ۴۵' - کارسدورپ '۴۵+۳ - فیرمان '۴۵+۳ - پپی ۴۵+۶' | گزارش | - گاکپو ۲۸' (پ) - الیوت ۴۰', '۶۶ - رابرتسون '۴۵+۵ - مورتون '۶۳ - نالو '۸۷ | ورزشگاه: ورزشگاه فیلیپس تماشاگران: ۳۵٬۰۰۰ داور: توبیاس اشتیلر (آلمان) |

#### مرحله حذفی

##### مرحله یک‌هشتم نهایی
قرعه‌کشی مرحله یک‌هشتم نهایی در ۲۱ فوریه ۲۰۲۵ برگزار شد. لیورپول در بازی رفت مهمان قهرمان فرانسه پاری سن-ژرمن بود و سپس در خانه، پذیرای پاریسی‌ها شد.
| ۵ مارس ۲۰۲۵ دور اول | پاری سن-ژرمن    | ۰–۱   | لیورپول                   | پاریس، فرانسه                                                              |
| ۲۱:۰۰ CET           | - مارکینیوس '۳۸ | گزارش | - فن دایک '۷۰ - الیوت ۸۷' | ورزشگاه: ورزشگاه پارک د پرنس تماشاگران: ۴۷٬۵۱۱ داور: داویده ماسا (ایتالیا) |

| ۱۱ مارس ۲۰۲۵ دور دوم  | لیورپول           | ۰–۱ (و.ا.) (۱–۱ گ.ح.) (۱–۴ پنالتی) | پاری سن-ژرمن                | لیورپول، انگلستان                                                      |
| ۲۰:۰۰ GMT             | - مک آلیستر '۹۰+۲ | گزارش                              | - دمبله ۱۲' - مارکینیوس '۴۶ | ورزشگاه: ورزشگاه آنفیلد تماشاگران: ۵۹٬۷۶۵ داور: ایشتوان کوواچ (رومانی) |
|                       | ضربات پنالتی      |                                    |                             |                                                                        |
| - صلاح - نونیز - جونز |                   | - ویتینیا - راموس - دمبله - دوئه   |                             |                                                                        |

## آمار و ارقام
تا تاریخ  ۲۷ آوریل ۲۰۲۵

### بازی ها
بازیکنانی که در رقابت‌ها حضور نداشتند، در لیست قرار ندارند.
| ش. | پ.        | م.            | بازیکن               | مجموع | مجموع | لیگ برتر | لیگ برتر | FA Cup | FA Cup | EFL Cup | EFL Cup | لیگ قهرمانان | لیگ قهرمانان |
| ش. | پ.        | م.            | بازیکن               | بازی  | گل‌ها  | بازی     | گل‌ها     | بازی   | گل‌ها   | بازی    | گل‌ها    | بازی         | گل‌ها         |
| -- | --------- | ------------- | -------------------- | ----- | ----- | -------- | -------- | ------ | ------ | ------- | ------- | ------------ | ------------ |
| ۱  | دروازه‌بان | برزیل         | آلیسون               | ۳۱    | ۰     | ۲۴+۰     | ۰        | ۰+۰    | ۰      | ۱+۰     | ۰       | ۶+۰          | ۰            |
| ۲  | مدافع     | انگلستان      | جو گومز              | ۱۷    | ۰     | ۶+۳      | ۰        | ۱+۰    | ۰      | ۳+۰     | ۰       | ۱+۳          | ۰            |
| ۳  | هافبک     | ژاپن          | واتارو اندو          | ۲۹    | ۰     | ۰+۱۷     | ۰        | ۲+۰    | ۰      | ۴+۰     | ۰       | ۱+۵          | ۰            |
| ۴  | مدافع     | هلند          | ویرجیل فن دایک       | ۴۶    | ۴     | ۳۴+۰     | ۲        | ۰+۰    | ۰      | ۳+۰     | ۱       | ۹+۰          | ۱            |
| ۵  | مدافع     | فرانسه        | ابراهیما کوناته      | ۳۹    | ۲     | ۲۷+۱     | ۱        | ۰+۰    | ۰      | ۲+۲     | ۰       | ۷+۰          | ۱            |
| ۷  | مهاجم     | کلمبیا        | لوئیز دیاز           | ۴۷    | ۱۶    | ۲۶+۷     | ۱۲       | ۱+۰    | ۰      | ۲+۲     | ۱       | ۷+۲          | ۳            |
| ۸  | هافبک     | مجارستان      | دومینیک سوبوسلای     | ۴۵    | ۷     | ۲۷+۵     | ۵        | ۱+۰    | ۰      | ۳+۰     | ۱       | ۷+۲          | ۱            |
| ۹  | مهاجم     | اروگوئه       | داروین نونیز         | ۴۳    | ۷     | ۸+۱۸     | ۵        | ۰+۲    | ۰      | ۳+۳     | ۱       | ۵+۴          | ۱            |
| ۱۰ | هافبک     | آرژانتین      | الکسیس مک آلیستر     | ۴۷    | ۷     | ۳۰+۳     | ۵        | ۰+۰    | ۰      | ۳+۳     | ۰       | ۷+۱          | ۲            |
| ۱۱ | مهاجم     | مصر           | محمد صلاح            | ۴۸    | ۳۳    | ۳۴+۰     | ۲۸       | ۰+۰    | ۰      | ۳+۲     | ۲       | ۹+۰          | ۳            |
| ۱۴ | مهاجم     | ایتالیا       | فدریکو کیه‌زا         | ۱۲    | ۲     | ۰+۴      | ۰        | ۱+۱    | ۱      | ۱+۲     | ۱       | ۱+۲          | ۰            |
| ۱۷ | هافبک     | انگلستان      | کورتیس جونز          | ۴۲    | ۳     | ۱۶+۱۳    | ۳        | ۰+۰    | ۰      | ۴+۱     | ۰       | ۴+۴          | ۰            |
| ۱۸ | مهاجم     | هلند          | کودی گاکپو           | ۴۵    | ۱۷    | ۱۹+۱۲    | ۹        | ۰+۰    | ۰      | ۵+۱     | ۵       | ۴+۴          | ۳            |
| ۱۹ | هافبک     | انگلستان      | هاروی الیوت          | ۲۴    | ۴     | ۰+۱۴     | ۰        | ۲+۰    | ۰      | ۱+۲     | ۱       | ۱+۴          | ۳            |
| ۲۰ | مهاجم     | پرتغال        | دیگو ژوتا            | ۳۴    | ۹     | ۱۴+۹     | ۶        | ۲+۰    | ۱      | ۳+۲     | ۲       | ۳+۱          | ۰            |
| ۲۱ | مدافع     | یونان         | کوستاس سیمیکاس       | ۲۷    | ۰     | ۷+۹      | ۰        | ۲+۰    | ۰      | ۲+۱     | ۰       | ۵+۱          | ۰            |
| ۲۶ | مدافع     | اسکاتلند      | اندرو رابرتسون       | ۴۳    | ۰     | ۲۷+۴     | ۰        | ۰+۰    | ۰      | ۳+۱     | ۰       | ۶+۲          | ۰            |
| ۳۸ | هافبک     | هلند          | رایان گراونبرخ       | ۴۶    | ۰     | ۳۴+۰     | ۰        | ۰+۰    | ۰      | ۳+۰     | ۰       | ۹+۰          | ۰            |
| ۵۱ | مهاجم     | جمهوری ایرلند | Trent Kone-Doherty   | ۱     | ۰     | ۰+۰      | ۰        | ۰+۱    | ۰      | ۰+۰     | ۰       | ۰+۰          | ۰            |
| ۵۲ | مدافع     | انگلستان      | Isaac Mabaya         | ۱     | ۰     | ۰+۰      | ۰        | ۰+۱    | ۰      | ۰+۰     | ۰       | ۰+۰          | ۰            |
| ۵۳ | هافبک     | انگلستان      | James McConnell      | ۴     | ۰     | ۰+۰      | ۰        | ۱+۱    | ۰      | ۰+۱     | ۰       | ۱+۰          | ۰            |
| ۵۶ | دروازه‌بان | جمهوری چک     | ویتسلاف یاروش        | ۲     | ۰     | ۰+۱      | ۰        | ۰+۰    | ۰      | ۱+۰     | ۰       | ۰+۰          | ۰            |
| ۶۲ | دروازه‌بان | جمهوری ایرلند | کائویمین کلهر        | ۲۰    | ۰     | ۱۰+۰     | ۰        | ۲+۰    | ۰      | ۴+۰     | ۰       | ۴+۰          | ۰            |
| ۶۵ | مدافع     | انگلستان      | آمارا نالو           | ۱     | ۰     | ۰+۰      | ۰        | ۰+۰    | ۰      | ۰+۰     | ۰       | ۰+۱          | ۰            |
| ۶۶ | مدافع     | انگلستان      | ترنت الکساندر-آرنولد | ۴۱    | ۴     | ۲۸+۲     | ۳        | ۱+۰    | ۱      | ۱+۱     | ۰       | ۷+۱          | ۰            |
| ۷۳ | مهاجم     | انگلستان      | Rio Ngumoha          | ۱     | ۰     | ۰+۰      | ۰        | ۱+۰    | ۰      | ۰+۰     | ۰       | ۰+۰          | ۰            |
| ۷۶ | مهاجم     | انگلستان      | جیدن دانز            | ۴     | ۱     | ۰+۱      | ۰        | ۰+۱    | ۱      | ۰+۱     | ۰       | ۱+۰          | ۰            |
| ۷۸ | مدافع     | انگلستان      | جارل کوانسا          | ۲۳    | ۰     | ۲+۹      | ۰        | ۲+۰    | ۰      | ۵+۱     | ۰       | ۲+۲          | ۰            |
| ۸۰ | هافبک     | انگلستان      | تایلر مورتون         | ۵     | ۰     | ۰+۰      | ۰        | ۱+۰    | ۰      | ۲+۱     | ۰       | ۰+۱          | ۰            |
| ۸۴ | مدافع     | ایرلند شمالی  | کانر بردلی           | ۲۴    | ۰     | ۴+۱۱     | ۰        | ۰+۱    | ۰      | ۴+۰     | ۰       | ۲+۲          | ۰            |
| ۹۸ | هافبک     | انگلستان      | تری انیونی           | ۵     | ۰     | ۰+۰      | ۰        | ۱+۱    | ۰      | ۱+۱     | ۰       | ۰+۱          | ۰            |

### آمار گلزنی
| رتبه         | پست          | شماره        | بازیکن               | لیگ برتر | جام حذفی | جام اتحادیه | لیگ قهرمانان | مجموع |
| ------------ | ------------ | ------------ | -------------------- | -------- | -------- | ----------- | ------------ | ----- |
| ۱            | FW           | ۱۱           | محمد صلاح            | ۲۸       | ۰        | ۲           | ۳            | ۳۳    |
| ۲            | FW           | ۱۸           | کودی گاکپو           | ۹        | ۰        | ۵           | ۳            | ۱۷    |
| ۳            | FW           | ۷            | Luis Díaz            | ۱۲       | ۰        | ۱           | ۳            | ۱۶    |
| ۴            | FW           | ۲۰           | دیگو ژوتا            | ۶        | ۱        | ۲           | ۰            | ۹     |
| ۵            | MF           | ۸            | دومینیک سوبوسلای     | ۵        | ۰        | ۱           | ۱            | ۷     |
| ۵            | FW           | ۹            | داروین نونیز         | ۵        | ۰        | ۱           | ۱            | ۷     |
| ۵            | MF           | ۱۰           | الکسیس مک آلیستر     | ۵        | ۰        | ۰           | ۲            | ۷     |
| ۸            | DF           | ۴            | ویرجیل فن دایک       | ۲        | ۰        | ۱           | ۱            | ۴     |
| ۸            | MF           | ۱۹           | هاروی الیوت          | ۰        | ۰        | ۱           | ۳            | ۴     |
| ۸            | DF           | ۶۶           | ترنت الکساندر-آرنولد | ۳        | ۱        | ۰           | ۰            | ۴     |
| ۱۱           | MF           | ۱۷           | کورتیس جونز          | ۳        | ۰        | ۰           | ۰            | ۳     |
| ۱۲           | DF           | ۵            | ابراهیما کوناته      | ۱        | ۰        | ۰           | ۱            | ۲     |
| ۱۲           | FW           | ۱۴           | فدریکو کیه‌زا         | ۰        | ۱        | ۱           | ۰            | ۲     |
| ۱۴           | FW           | ۷۶           | جیدن دانز            | ۰        | ۱        | ۰           | ۰            | ۱     |
| گل‌به‌خودی(ها) | گل‌به‌خودی(ها) | گل‌به‌خودی(ها) | گل‌به‌خودی(ها)         | ۱        | ۰        | ۰           | ۰            | ۱     |
| مجموع        | مجموع        | مجموع        | مجموع                | ۸۰       | ۴        | ۱۵          | ۱۸           | ۱۱۷   |

### کلین شیت(ها)
| رتبه  | شماره | بازیکن        | لیگ برتر | جام حذفی | جام اتحادیه | لیگ قهرمانان | مجموع |
| ----- | ----- | ------------- | -------- | -------- | ----------- | ------------ | ----- |
| ۱     | ۱     | آلیسون بکر    | ۹        | ۰        | ۰           | ۳            | ۱۲    |
| ۲     | ۶۲    | کائویمین کلهر | ۴        | ۱        | ۱           | ۳            | ۹     |
| مجموع | مجموع | مجموع         | ۱۳       | ۱        | ۱           | ۶            | ۲۱    |

### آمار انضباطی
| شماره | پست   | بازیکن               | لیگ برتر | لیگ برتر | لیگ برتر | جام حذفی | جام حذفی | جام حذفی | جام اتحادیه | جام اتحادیه | جام اتحادیه | لیگ قهرمانان | لیگ قهرمانان | لیگ قهرمانان | مجموع | مجموع | مجموع    |
| شماره | پست   | بازیکن               |          |          | Red card |          |          | Red card |             |             | Red card    |              |              | Red card     |       |       | Red card |
| ----- | ----- | -------------------- | -------- | -------- | -------- | -------- | -------- | -------- | ----------- | ----------- | ----------- | ------------ | ------------ | ------------ | ----- | ----- | -------- |
| ۲     | DF    | جو گومز              | ۱        | ۰        | ۰        | ۰        | ۰        | ۰        | ۰           | ۰           | ۰           | ۱            | ۰            | ۰            | ۲     | ۰     | ۰        |
| ۳     | MF    | واتارو اندو          | ۰        | ۰        | ۰        | ۰        | ۰        | ۰        | ۱           | ۰           | ۰           | ۰            | ۰            | ۰            | ۱     | ۰     | ۰        |
| ۴     | DF    | ویرجیل فن دایک       | ۳        | ۰        | ۰        | ۰        | ۰        | ۰        | ۰           | ۰           | ۰           | ۲            | ۰            | ۰            | ۵     | ۰     | ۰        |
| ۵     | DF    | ابراهیما کوناته      | ۵        | ۰        | ۰        | ۰        | ۰        | ۰        | ۱           | ۰           | ۰           | ۲            | ۰            | ۰            | ۷     | ۰     | ۰        |
| ۷     | FW    | Luis Díaz            | ۲        | ۰        | ۰        | ۰        | ۰        | ۰        | ۰           | ۰           | ۰           | ۱            | ۰            | ۰            | ۳     | ۰     | ۰        |
| ۸     | MF    | دومینیک سوبوسلای     | ۶        | ۰        | ۰        | ۰        | ۰        | ۰        | ۰           | ۰           | ۰           | ۰            | ۰            | ۰            | ۶     | ۰     | ۰        |
| ۹     | FW    | داروین نونیز         | ۸        | ۰        | ۰        | ۰        | ۰        | ۰        | ۰           | ۰           | ۰           | ۱            | ۰            | ۰            | ۸     | ۰     | ۰        |
| ۱۰    | MF    | الکسیس مک آلیستر     | ۶        | ۰        | ۰        | ۰        | ۰        | ۰        | ۰           | ۰           | ۰           | ۵            | ۰            | ۰            | ۱۱    | ۰     | ۰        |
| ۱۱    | FW    | محمد صلاح            | ۱        | ۰        | ۰        | ۰        | ۰        | ۰        | ۰           | ۰           | ۰           | ۰            | ۰            | ۰            | ۱     | ۰     | ۰        |
| ۱۴    | FW    | فدریکو کیه‌زا         | ۰        | ۰        | ۰        | ۰        | ۰        | ۰        | ۱           | ۰           | ۰           | ۰            | ۰            | ۰            | ۱     | ۰     | ۰        |
| ۱۷    | MF    | Curtis Jones         | ۱        | ۱        | ۰        | ۰        | ۰        | ۰        | ۰           | ۰           | ۰           | ۰            | ۰            | ۰            | ۱     | ۱     | ۰        |
| ۱۸    | FW    | کودی گاکپو           | ۵        | ۰        | ۰        | ۰        | ۰        | ۰        | ۰           | ۰           | ۰           | ۰            | ۰            | ۰            | ۵     | ۰     | ۰        |
| ۱۹    | MF    | هاروی الیوت          | ۱        | ۰        | ۰        | ۰        | ۰        | ۰        | ۱           | ۰           | ۰           | ۲            | ۰            | ۰            | ۴     | ۰     | ۰        |
| ۲۰    | FW    | دیگو ژوتا            | ۲        | ۰        | ۰        | ۰        | ۰        | ۰        | ۰           | ۰           | ۰           | ۰            | ۰            | ۰            | ۲     | ۰     | ۰        |
| ۲۱    | DF    | کوستاس سیمیکاس       | ۲        | ۰        | ۰        | ۰        | ۰        | ۰        | ۰           | ۰           | ۰           | ۱            | ۰            | ۰            | ۳     | ۰     | ۰        |
| ۲۶    | DF    | اندرو رابرتسون       | ۳        | ۰        | ۱        | ۰        | ۰        | ۰        | ۰           | ۰           | ۰           | ۲            | ۰            | ۰            | ۵     | ۰     | ۱        |
| ۳۸    | MF    | رایان گراونبرخ       | ۵        | ۰        | ۰        | ۰        | ۰        | ۰        | ۰           | ۰           | ۰           | ۱            | ۰            | ۰            | ۶     | ۰     | ۰        |
| ۵۲    | DF    | Isaac Mabaya         | ۰        | ۰        | ۰        | ۱        | ۰        | ۰        | ۰           | ۰           | ۰           | ۰            | ۰            | ۰            | ۱     | ۰     | ۰        |
| ۵۳    | MF    | James McConnell      | ۰        | ۰        | ۰        | ۰        | ۰        | ۰        | ۱           | ۰           | ۰           | ۰            | ۰            | ۰            | ۱     | ۰     | ۰        |
| ۶۵    | DF    | Amara Nallo          | ۰        | ۰        | ۰        | ۰        | ۰        | ۰        | ۰           | ۰           | ۰           | ۰            | ۰            | ۱            | ۰     | ۰     | ۱        |
| ۶۶    | DF    | ترنت الکساندر-آرنولد | ۵        | ۰        | ۰        | ۰        | ۰        | ۰        | ۰           | ۰           | ۰           | ۰            | ۰            | ۰            | ۵     | ۰     | ۰        |
| ۷۸    | DF    | جارل کوانسا          | ۱        | ۰        | ۰        | ۰        | ۰        | ۰        | ۱           | ۰           | ۰           | ۰            | ۰            | ۰            | ۲     | ۰     | ۰        |
| ۸۰    | MF    | تایلر مورتون         | ۰        | ۰        | ۰        | ۰        | ۰        | ۰        | ۰           | ۰           | ۰           | ۱            | ۰            | ۰            | ۱     | ۰     | ۰        |
| ۸۴    | DF    | کانر بردلی           | ۳        | ۰        | ۰        | ۰        | ۰        | ۰        | ۰           | ۰           | ۰           | ۰            | ۰            | ۰            | ۳     | ۰     | ۰        |
| ۹۸    | MF    | تری انیونی           | ۰        | ۰        | ۰        | ۱        | ۰        | ۰        | ۰           | ۰           | ۰           | ۰            | ۰            | ۰            | ۱     | ۰     | ۰        |
| مجموع | مجموع | مجموع                | ۶۰       | ۱        | ۱        | ۲        | ۰        | ۰        | ۶           | ۰           | ۰           | ۱۹           | ۰            | ۱            | ۸۷    | ۱     | ۲        |

## افتخارات باشگاه

### بازیکن ماه
ماهانه به بازیکنی که توسط هواداران در liverpoolfc.com انتخاب شده باشد، اهدا می‌شود.
| ماه     | بازیکن           | منبع   |
| ------- | ---------------- | ------ |
| اوت     | محمد صلاح        | [ ۸۲ ] |
| سپتامبر | رایان گراونبرخ   | [ ۸۳ ] |
| اکتبر   | محمد صلاح        | [ ۸۴ ] |
| نوامبر  | محمد صلاح        | [ ۸۵ ] |
| دسامبر  | محمد صلاح        | [ ۸۶ ] |
| ژانویه  | کودی گاکپو       | [ ۸۷ ] |
| فوریه   | دومینیک سوبوسلای | [ ۸۸ ] |
| مارس    | آلیسون           | [ ۸۹ ] |